# Kamohelo Mokotjo
Kamohelo Mokotjo (ur. 11 marca 1991 w Odendaalsrusie) – południowoafrykański piłkarz grający na pozycji defensywnego pomocnika. Od 2014 roku jest zawodnikiem klubu FC Twente.

## Kariera klubowa
Swoją karierę piłkarską Mokotjo rozpoczął w klubie Supersport United. W sezonie 2008/2009 zadebiutował w jego barwach w lidze RPA i był to jego jedyny mecz w zespole Supersportu w lidze.
Latem 2009 roku Mokotjo przeszedł do Feyenoordu. Tuż po podpisaniu kontraktu z Feyenoordem został wypożyczony do drugoligowego Excelsioru Rotterdam. 16 października 2009 zadebiutował w nim w wygranym 3:0 domowym meczu z FC Zwolle. W Excelsiorze grał przez rok.
W 2010 roku Mokotjo wrócił do Feyenoordu. Swój debiut w nim zanotował 26 września 2010 w przegranym 0:3 wyjazdowym meczu z NEC Nijmegen. W sezonie 2011/2012 wywalczył z Feyenoordem wicemistrzostwo Holandii. Dwa lata później, w letnim okienku transferowym, odszedł do PEC Zwolle. W 2014 roku został zawodnikiem FC Twente.
| Sezon   | Klub              | Kraj     | Rozgrywki      | Mecze | Bramki |
| ------- | ----------------- | -------- | -------------- | ----- | ------ |
| 2008/09 | Supersport United | RPA      | Premier League | 1     | 0      |
| 2009/10 | SBV Excelsior     | Holandia | Eerste divisie | 24    | 1      |
| 2010/11 | Feyenoord         | Holandia | Eredivisie     | 14    | 0      |
| 2011/12 | Feyenoord         | Holandia | Eredivisie     | 20    | 0      |
| 2012/13 | Feyenoord         | Holandia | Eredivisie     | 1     | 0      |
| 2013/14 | PEC Zwolle        | Holandia | Eredivisie     | 27    | 2      |
| 2014/15 | FC Twente         | Holandia | Eredivisie     | 33    | 1      |

## Kariera reprezentacyjna
W reprezentacji Republiki Południowej Afryki Mokotjo zadebiutował 11 września 2012 roku w wygranym 2:0 towarzyskim meczu z Mozambikiem, rozegranym w Nelspruicie.